# Single numer jeden w roku 2016 (Rosja)
Notowania City & Country Radio Hits publikowane i kompletowane są przez portal internetowy Tophit w oparciu o cotygodniowe wyniki odtworzeń w stacjach radiowych w Rosji. Poniżej znajduje się tabela prezentująca najpopularniejsze single w danych tygodniach w roku 2016.
W 2016 siedemnaście singli różnych artystów osiągnęło szczyt rosyjskiego notowania Tophit, licząc także utwór „Don't Be So Shy” w remiksowej wersji stworzonej przez rosyjski duet DJ-ski Filatov & Karas w oryginalnym wykonaniu francuskiej wokalistki Imany, który już 2 listopada 2015 znalazł się na pierwszym miejscu listy.

## Historia notowania
| Data publikacji | Tytuł               | Artysta                                         | Ilość odtworzeń | Źródło |
| --------------- | ------------------- | ----------------------------------------------- | --------------- | ------ |
| 4 stycznia      | „Don't Be So Shy”   | Imany ( Filatov & Karas Remix)                  | 31 830          | [ 3 ]  |
| 11 stycznia     | „Don't Be So Shy”   | Imany ( Filatov & Karas Remix)                  | 32 492          | [ 4 ]  |
| 18 stycznia     | „Don't Be So Shy”   | Imany ( Filatov & Karas Remix)                  | 31 738          | [ 5 ]  |
| 25 stycznia     | „Grej’u szastj’e”   | Jołka                                           | 31 725          | [ 6 ]  |
| 1 lutego        | „Grej’u szastj’e”   | Jołka                                           | 33 200          | [ 7 ]  |
| 8 lutego        | „Grej’u szastj’e”   | Jołka                                           | 33 124          | [ 8 ]  |
| 15 lutego       | „Grej’u szastj’e”   | Jołka                                           | 35 705          | [ 9 ]  |
| 22 lutego       | „Grej’u szastj’e”   | Jołka                                           | 34 334          | [ 10 ] |
| 29 lutego       | „Pj’anoj’e solntse” | Alekseev                                        | 30 647          | [ 11 ] |
| 7 marca         | „Grej’u szastj’e”   | Jołka                                           | 32 883          | [ 12 ] |
| 14 marca        | „Grej’u szastj’e”   | Jołka                                           | 31 547          | [ 13 ] |
| 21 marca        | „Faded”             | Alan Walker                                     | 33 030          | [ 14 ] |
| 28 marca        | „Faded”             | Alan Walker                                     | 33 470          | [ 15 ] |
| 4 kwietnia      | „Faded”             | Alan Walker                                     | 32 801          | [ 16 ] |
| 11 kwietnia     | „Unstoppable”       | Sia                                             | 28 798          | [ 17 ] |
| 18 kwietnia     | „Faded”             | Alan Walker                                     | 28 791          | [ 18 ] |
| 25 kwietnia     | „Grej’u szastj’e”   | Jołka                                           | 30 150          | [ 19 ] |
| 2 maja          | „Faded”             | Alan Walker                                     | 31 628          | [ 20 ] |
| 9 maja          | „Faded”             | Alan Walker                                     | 31 749          | [ 21 ] |
| 16 maja         | „Faded”             | Alan Walker                                     | 28 089          | [ 22 ] |
| 23 maja         | „Save Me”           | The Parakit, gościnnie: Jacob Alden             | 28 641          | [ 23 ] |
| 30 maja         | „Sub pielea mea”    | Carla's Dreams                                  | 29 408          | [ 24 ] |
| 6 czerwca       | „Sub pielea mea”    | Carla's Dreams                                  | 31 515          | [ 25 ] |
| 13 czerwca      | „Sub pielea mea”    | Carla's Dreams                                  | 32 520          | [ 26 ] |
| 20 czerwca      | „Sub pielea mea”    | Carla's Dreams                                  | 28 722          | [ 27 ] |
| 27 czerwca      | „Sub pielea mea”    | Carla's Dreams                                  | 34 223          | [ 28 ] |
| 4 lipca         | „Sub pielea mea”    | Carla's Dreams                                  | 34 489          | [ 29 ] |
| 11 lipca        | „Sub pielea mea”    | Carla's Dreams                                  | 35 701          | [ 30 ] |
| 18 lipca        | „Tomnyje allei”     | DJ Smash, gościnnie: Moj’a Mishel’              | 33 284          | [ 31 ] |
| 25 lipca        | „Sub pielea mea”    | Carla’s Dreams                                  | 38 151          | [ 32 ] |
| 1 sierpnia      | „Sub pielea mea”    | Carla’s Dreams                                  | 37 874          | [ 33 ] |
| 8 sierpnia      | „Sub pielea mea”    | Carla’s Dreams                                  | 38 935          | [ 34 ] |
| 15 sierpnia     | „Oh Oh”             | Leonid Rudenko, gościnnie: VAD                  | 46 831          | [ 35 ] |
| 22 sierpnia     | „Sub pielea mea”    | Carla’s Dreams                                  | 35 461          | [ 36 ] |
| 29 sierpnia     | „Sub pielea mea”    | Carla’s Dreams                                  | 40 376          | [ 37 ] |
| 5 września      | „This Girl”         | Kungs, gościnnie: Cookin’ on 3 Burners          | 39 024          | [ 38 ] |
| 12 września     | „This Girl”         | Kungs, gościnnie: Cookin’ on 3 Burners          | 39 833          | [ 39 ] |
| 19 września     | „Gradus 100”        | Gradusy                                         | 40 900          | [ 40 ] |
| 26 września     | „Tuesday”           | Burak Yeter, gościnnie: Danelle Sandoval        | 39 241          | [ 41 ] |
| 3 października  | „Gradus 100”        | Gradusy                                         | 40 075          | [ 42 ] |
| 10 października | „Gradus 100”        | Gradusy                                         | 45 376          | [ 43 ] |
| 17 października | „Gradus 100”        | Gradusy                                         | 39 960          | [ 44 ] |
| 24 października | „Let Me Love You”   | DJ Snake, gościnnie: Justin Bieber              | 34 634          | [ 41 ] |
| 31 października | „My Way”            | Calvin Harris                                   | 39 041          | [ 45 ] |
| 7 listopada     | „Lordly”            | Feder                                           | 36 971          | [ 46 ] |
| 14 listopada    | „My Way”            | Calvin Harris                                   | 38 249          | [ 47 ] |
| 21 listopada    | „My Way”            | Calvin Harris                                   | 35 605          | [ 48 ] |
| 28 listopada    | „Rockabye”          | Clean Bandit, gościnnie: Anne-Marie i Sean Paul | 38 723          | [ 49 ] |
| 5 grudnia       | „Rockabye”          | Clean Bandit, gościnnie: Anne-Marie i Sean Paul | 34 548          | [ 50 ] |
| 12 grudnia      | „Tumany”            | Maks Barskich                                   | 39 907          | [ 51 ] |
| 19 grudnia      | „Tumany”            | Maks Barskich                                   | 37 290          | [ 52 ] |
| 26 grudnia      | „Tumany”            | Maks Barskich                                   | 35 634          | [ 53 ] |